# Francis Bourne
Pour les articles homonymes, voir Bourne.
Francis Alphonsus Bourne, né le 23 mars 1861 à Clapham et mort le 1er janvier 1935 à Londres, est un homme d'Église catholique britannique, archevêque de Westminster et créé cardinal par le pape Pie X, en 1911.

## Biographie
Le cardinal Bourne aurait grandement tenté, par une série de conférences dans le monde catholique, de rendre l'anglais langue officielle du culte catholique. Au Québec, il reçut une belle réplique, aussi forte par son enthousiasme que par sa qualité rhétorique, de nul autre qu'Henri Bourassa.

## Succession apostolique
Francis Bourne a ordonné les évêques suivants :
- Évêque John Baptist Cahill (en) (1900)
- Évêque Louis Casartelli (en) (1903)
- Archevêque Peter Amigo (en) (1904)
- Évêque Patrick Fenton (de) (1904)
- Évêque William Miller (de), O.M.I. (1904)
- Évêque Richard Collins (1905)
- Évêque William Anthony Johnson (de) (1906)
- Archevêque Frederick Keating (en) (1908)
- Évêque Hugh Singleton (en) (1908)
- Évêque John Stephen Vaughan (en) (1909)
- Évêque Leonardo Baumbach (pl), C.P. (1910)
- Archevêque Joseph Butt (1911)
- Évêque John Keily (en) (1911)
- Évêque Thomas Dunn (en) (1916)
- Évêque Bernard Nicholas Ward (en) (1917)
- Évêque Manuel John Bidwell (1917)
- Archevêque Alban Goodier, S.I. (1919)
- Évêque Arthur Doubleday (en) (1920)
- Évêque Dudley Cary-Elwes (en) (1921)
- Évêque John William Campling (de), M.H.M. (1925)
- Archevêque Richard Downey (en) (1928)
- Archevêque Thomas Leighton Williams (en) (1929)
- Évêque George Weld, S.I. (1932)
- Évêque John Francis McNulty (en) (1932)
- Archevêque Edward Myers (1932)